# SN 2000Z
SN 2000Z – supernowa odkryta 4 marca 2000 roku w galaktyce A075001-0034. W momencie odkrycia miała maksymalną jasność 20,30m.